# ملفين إي. تومسون
ملفين إي. تومسون (بالإنجليزية: Melvin E. Thompson)‏ هو سياسي أمريكي، ولد في 1 مايو 1903 في جورجيا في الولايات المتحدة، وتوفي في 3 أكتوبر 1980 في فالدوستا في الولايات المتحدة. حزبياً، نشط في الحزب الديمقراطي. وقد انتخب حاكم جورجيا ‏.